# Pfarrhof (Altpölla)

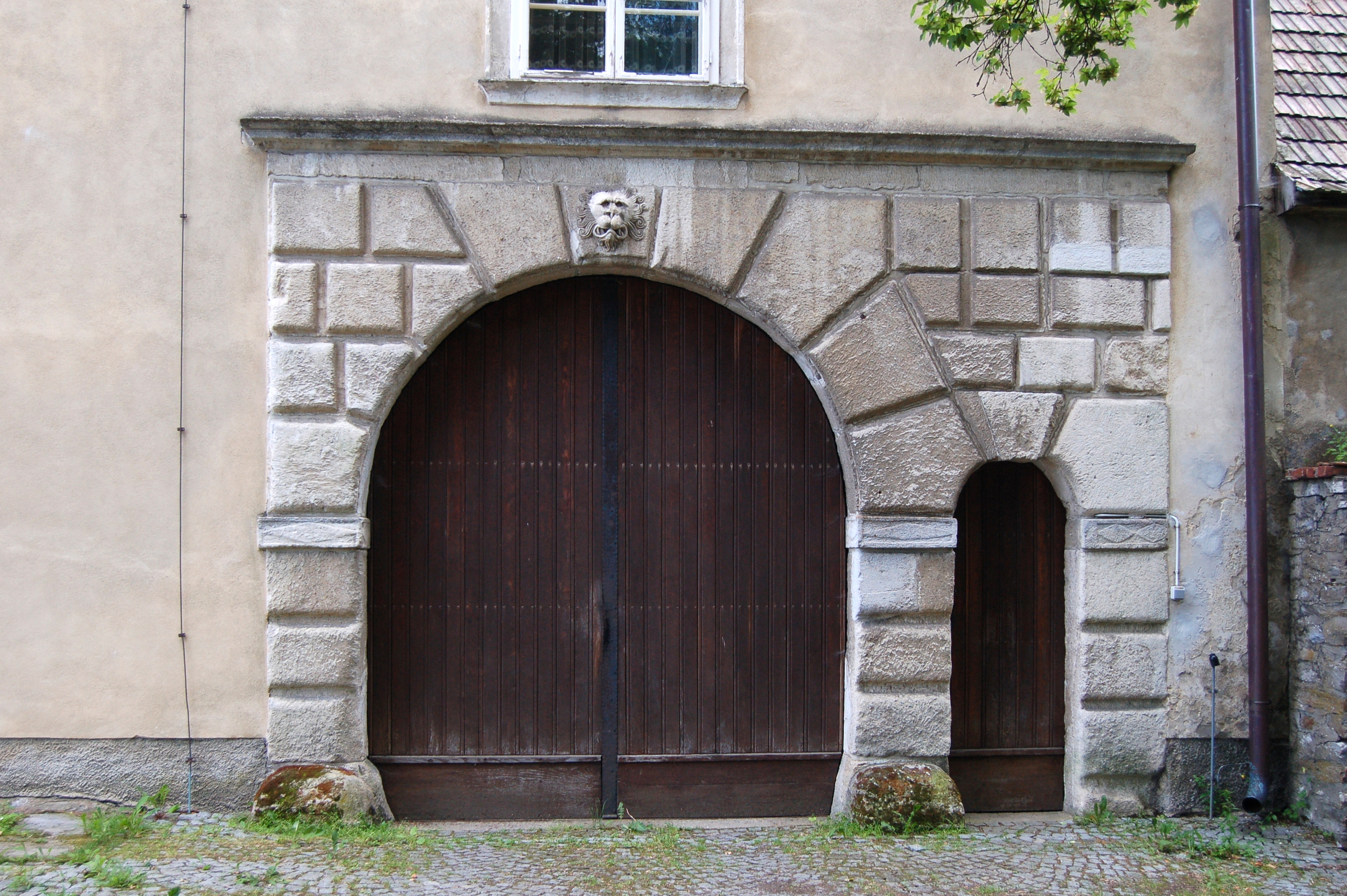
Renaissanceportal mit Nebenpforte

Der Pfarrhof (auch: Dechanthof) gegenüber der Pfarrkirche Altpölla in Niederösterreich ist ein Pfarrhof der Renaissance aus der zweiten Hälfte des 16. Jahrhunderts mit einem ummauerten Pfarrhofgarten. Die Anlage ist im Besitz der Pfarre Altpölla und ist für die Öffentlichkeit nicht zugänglich. Das Gebäude steht unter Denkmalschutz (Listeneintrag).

## Außenbau
Der L-förmige Dechanthof hat einen barocken Südflügel aus der Zeit um 1690 und einen Getreidespeicher, der wahrscheinlich Ende des 17. Jahrhunderts angebaut wurde. Er ist durch ein Renaissance-Rustikaportal und eine Nebenpforte zugänglich. Die Fenster verfügen über barocke Fensterkörbe. An der Südseite des Hofs liegen vermauerte Arkaden.

## Innenraum
Der Innenraum ist im Erdgeschoß mit Kreuzgratgewölben aus dem 16. Jahrhundert gedeckt. Im Obergeschoß liegt ein Festsaal mit Stuckdekor und vergoldetem Doppeladler aus der Zeit um 1700, der wahrscheinlich von Mitarbeitern der Stuckateurfamilie Aliprandi gestaltet wurde. Die ursprünglich freien Kartuschenfelder beinhalten Werke des Malers Wolfgang Köberl aus dem Jahr 1955. Der Pfarrhof hat spätgotische Figuren der Heiligen Maria und Johannes dem Evangelisten aus der Zeit um 1490 in Verwahrung. Zur weiteren Ausstattung gehören eine Figur der Maria mit Kind aus der Mitte des 17. Jahrhunderts sowie eine Figur der Heiligen Rosalia vom Ende des 17. Jahrhunderts.

## Garten
Der Pfarrhofgarten ist von einer Mauer umgeben. Er wurde von Pfarrer Johann Ignaz von Pergen zwischen 1754 und 1758 barock umgestaltet. Er erhielt seinen heutigen Umfang durch den im Jahre 1808 verstorbenen Pfarrer Franz Xaver Mohr. Die von Franz Xaver Schweickhardt noch im Jahr 1839 beschriebene Gliederung des Gartens, das ehemalige Glashaus und zwei Ecktürme sind im Laufe der Zeit verlorengegangen. Die Umfassungsmauer, der Teich, eine kreisförmige Hainbuchenlaube und zwei von ursprünglich vier Ecktürmchen sind erhalten geblieben. Die Ecktürme aus dem 16. Jahrhundert verfügen über Steingewändefenster und hatten ursprünglich beide Pyramidendächer.
Die Anlage wird heute noch entsprechend ihrem ursprünglichen Zweck als Zier- und Nutzgarten verwendet.